# خربة النخلة
خربة النخلة  قرية فلسطينية من قرى الضفة الغربية وتقع في محافظة بيت لحم وقد وقعت تحت الاحتلال الإسرائيلي في حرب 1967 ولكنها تتبع السلطة الوطنية الفلسطينية الآن. ولها مجلس قروي. 